# Kuppel der Himmelfahrt

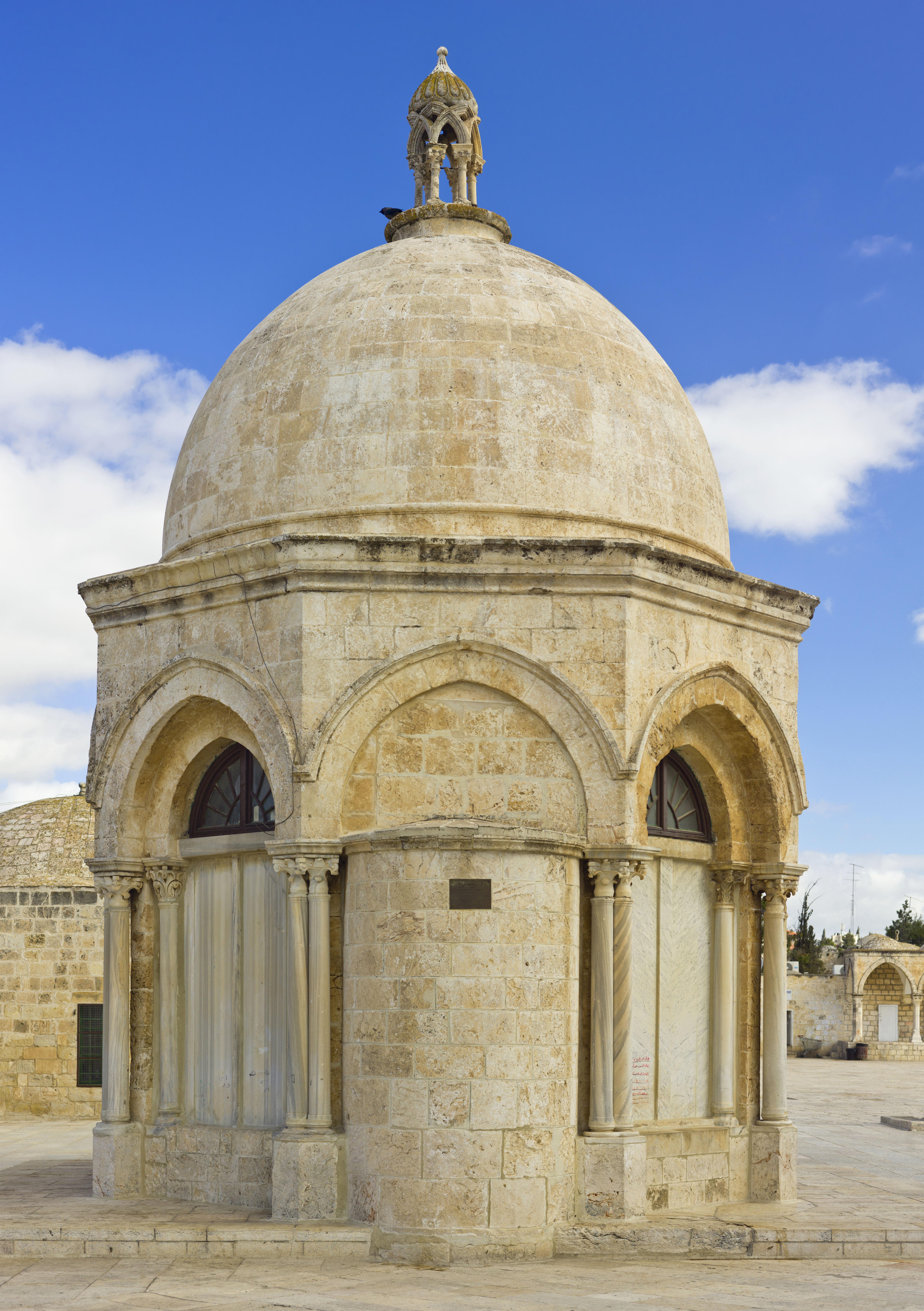
Kuppel der Himmelfahrt

Die Kuppel der Himmelfahrt (arabisch قبة المعراج, DMG Qubbat al-Miʿrāǧ; auch Himmelfahrtsdom) ist eine freistehende Qubba (Kuppel), die an die Himmelfahrt (miʿrādsch / miraj) des islamischen Propheten Mohammed erinnert. Sie befindet sich nordwestlich des Felsendomes auf dem Tempelberg in Jerusalem. 
Es ist nicht klar, wann die ursprüngliche Kuppel gebaut wurde, es wird aber angenommen, dass es sich entweder um eine Arbeit aus der Zeit der Umayyaden oder Abbasiden handelt, weil sie 903 von Ibn al-Fakih und 985 von al-Muqaddasi als eine der „zwei kleineren Kuppeln“ erwähnt wird. Die andere ist die Kuppel des Propheten. Allerdings wurde die heutige Kuppel der Himmelfahrt 1200 vom Ayyubiden-Gouverneur von Jerusalem, Izz ad-Din az-Zanjili, gebaut.
„Sie wurde mit den Spuren seiner [= des Propheten] Füße in's Achteck erbaut im Jahre der Hedschra 597 [...], aus einer Zeit, wo die Franken auf die Fusstapfen im Felsendom für Christus Anspruch erhoben.“